# 石竹色

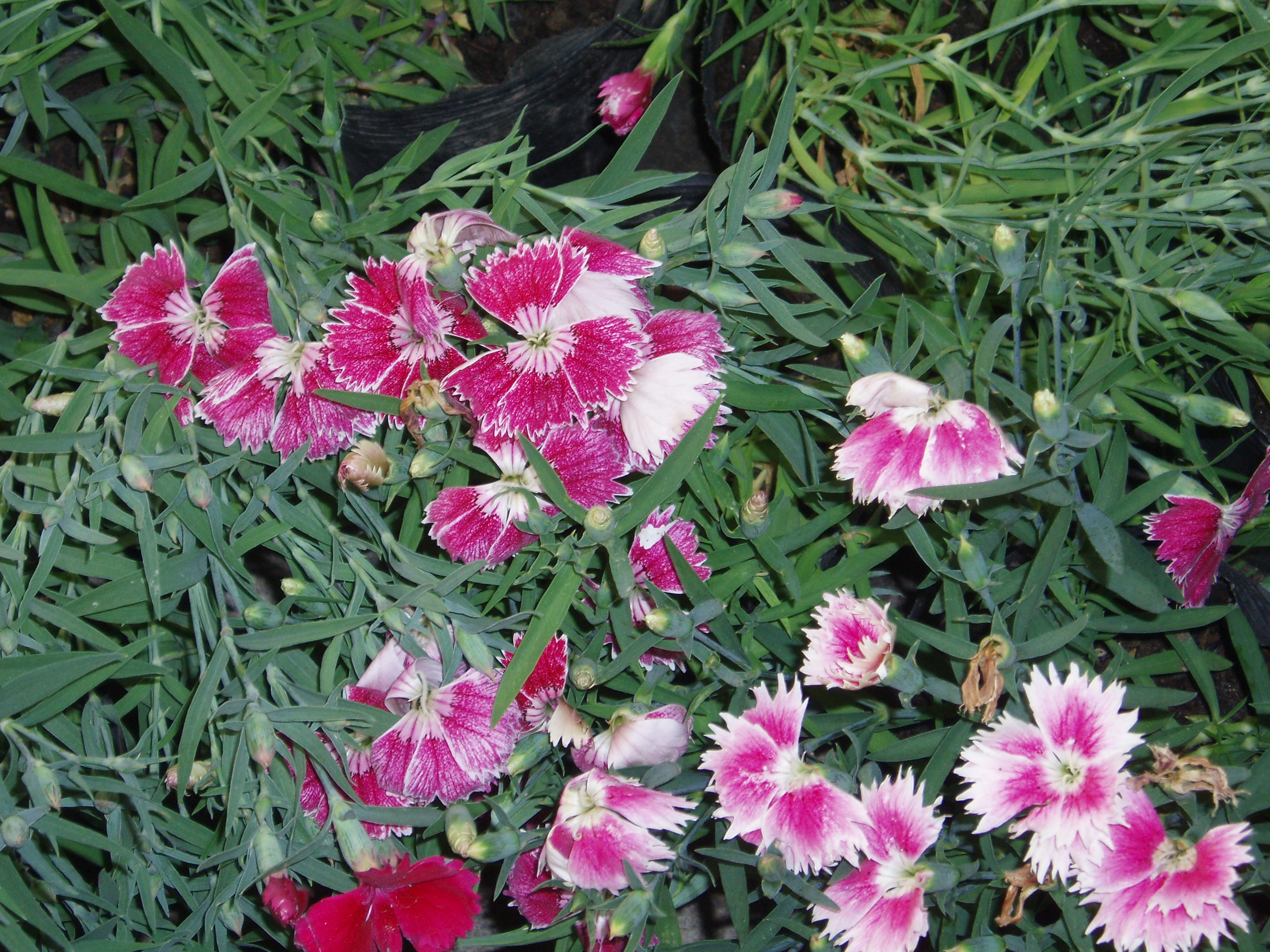
セキチク

石竹色（せきちくいろ）はナデシコ科の植物セキチクの花のような淡い赤色のことである。
セキチクは中国原産種で主に観賞用に栽培され、その花は赤や白やそれらの色を組み合わせた模様など多くの種類が存在するが、色名としては桃色に近い花の色のことをさす。撫子色、ピンクとほぼ同じ色合いであり、同様の語源を持つ。英語ではチャイニーズピンク(Chinese pink)という。

## 近似色
- 桃色
- ピンク